# ميامي سول
ميامي سول (بالإنجليزية: Miami Sol)‏ كان فريق كرة سلة للمحترفات تأسس في سنة 2000 يقع مقره في ميامي ودربه رون روثستاين. كان يلعب في الاتحاد الوطني لكرة السلة النسائية. تم حل الفريق في سنة 2002

## أبرز اللاعبات
من أبرز اللاعبات اللاتي لعبن معه:
- لينوكس بيتي
- كارولين موس
- إيلينا بارانوفا
- روث رايلي
- ساندي برونديلو
- شيري سام